# 보딜 예르겐센
보딜 예르겐센(덴마크어: Bodil Jørgensen, 1961년 3월 3일~)은 덴마크의 배우, 성우이다.

## 작품 목록

### 영화
- 패런츠 (2016년)
- 맨 앤 치킨 (2015년) - 엘렌 역
- 올 인클루시브 (2014년)
- 세컨 찬스 (2014년)
- 디스 라이프 (2012년)
- 다시, 뜨겁게 사랑하라! (2012년) - 바이브 역
- 넛씽스 올 배드 (2010년)
- 인 어 베러 월드 (2010년)
- 버스 따라잡기 (2009년)
- 허쉬 리틀 베이비 (2009년)
- 트러블드 워터 (2008년)
- 저스트 라이크 홈 (2007년)
- 에릭 니체의 젊은 시절 (2007년)
- 당신을 허락을 얻어 (2007년)
- 다크 호스 (2005년)
- 정육점의 비밀 (2003년)
- 센드 모어 캔디 (2001년)
- 백치들 (1998년)